# Voi, ch'avete mutata la maniera
Voi, ch'avete mutata la maniera è un sonetto scritto da Bonagiunta Orbicciani. In questa poesia il poeta polemizza nei confronti del nuovo stile poetico di Guido Guinizelli, l'iniziatore del Dolce stil novo con la canzone Al cor gentil rempaira sempre amore, colpevole, a suo dire, di aver abbandonato la tradizione lirica amorosa dei trovatori provenzali e dei siciliani e di indulgere troppo a ragionamenti filosofici e capziosi, ricorrendo all'uso di un linguaggio complesso e poco chiaro. Al tono polemico subentra in qualche passaggio un garbato sarcasmo, con il quale Bonagiunta difende l'«antica maniera» contro le pretese del nuovo gusto. Proprio a Bonagiunta Dante affiderà il compito di dare la prima "definizione" della poetica stilnovistica (Purgatorio XXIV,55-57). Al sonetto di Bonagiunta risponderà Guinizelli con un altro componimento, Omo ch'è saggio non corre leggero, il quale secondo le regole della tenzone poetica riproduce lo stesso schema metrico.

## La polemica contro lo stil nuovo
Fin dai versi iniziali Bonagiunta mostra di prendere coscienza dei cambiamenti che stanno avvenendo nella tradizione poetica, cogliendone, pur con tono sarcastico, gli aspetti innovativi sul piano sia del linguaggio sia dei temi. Le novità introdotte da Guinizelli con la sua canzone-manifesto Al cor gentil rempaira sempre amore (cui il poeta sembra fare particolare riferimento in questo sonetto) gli appaiono motivate esclusivamente dal desiderio di garantirsi una fama personale e, per di più, inutili se paragonate alla grandezza dei poeti toscani. Il motivo campanilistico rappresenta un denominatore comune del componimento: ritorna, infatti, con pungente ironia nelle due terzine, dove il poeta toscano accusa Guinizelli di scrivere versi oscuri ed incomprensibili (e non si può trovar chi ben ispogna), nonostante provengano dalla tradizione dotta, filosofica e giuridica, dell'Università di Bologna (ancor che 'l senno vegna da Bologna).
Pur in chiave polemica, le posizioni di Bonagiunta in questa tenzone rivelano la sua acutezza nel cogliere l'elemento di maggior rottura portato da poeti come Guinizelli e Cavalcanti rispetto ai guittoniani; tale elemento consiste, infatti, in un'analisi psicologica più approfondita del tema d'amore grazie agli strumenti speculativi offerti dalla cultura universitaria e comporta come conseguenza inevitabile un pubblico di lettori intellettualmente più colti, esperti di questioni dottrinarie e filosofiche: non più dunque il vasto pubblico borghese della civiltà comunale, ma una sua fascia più ristretta, quella nascente aristocrazia intellettuale cui si rivolgerà la poesia dello Stil Novo toscano.

## In difesa della lirica provenzale e siciliana
La presa di posizione polemica di Bonagiunta Orbicciani nei confronti della novità poetica rappresentata da Guinizelli è condotta sulla base di una strenua difesa della tradizione lirica provenzale e siciliana, come denunciano i frequenti prestiti lessicali (i provenzalismi mainera, plagenti e trovatore). Il tono del contrasto si fa talora particolarmente pungente per il ricorso all'ironia: al verso 3, per esempio il poeta ricorre volutamente al vocabolario tipico della filosofia aristotelica, usando forma ed esser, che prepara la stilettata velenosa all'orgoglio dei dotti dell'università bolognese (verso 13: ancor che 'l senno vegna da Bologna).

## Contro una poesia elitaria
L'obiettivo polemico di Bonagiunta, pertanto, non pare tanto l'impianto formale della nuova poesia, quanto i contenuti filosofici e dottrinali su cui essa si fonda, che la rendono incomprensibile e presuntuosa nel suo carattere elitario. Disturba soprattutto la sua pretesa di innovare il codice lirico amoroso, tanto che Bonagiunta la sminuisce, sostenendo che la novità può essere apprezzata là dove non esiste la possibilità di un confronto con una valida tradizione passata, e cioè a Bologna dove non risplende, come accade in Toscana, l'alta spera, la quale avansa e passa di chiarore.